# Johann Martin Schleyer
Johann Martin Schleyer (Oberlauda, 18 de julio de 1831 - Constanza, 16 de agosto de 1912) fue un sacerdote católico alemán que creó la lengua auxiliar volapük.
Después de ser ordenado sacerdote en 1856, desempeñó su labor pastoral en varias parroquias. Durante la Kulturkampf (conflicto entre el Estado y la Iglesia), fue arrestado en 1875 y pasó cuatro meses en prisión por predicar contra el socialismo siendo párroco de Krumbach. Posteriormente, entre 1875 y 1885, trabajó en la parroquia de San Pedro y san  Pablo en Litzelstetten (junto al lago de Constanza), donde en 1879 tuvo la idea de crear una lengua que facilitase las relaciones entre los pueblos, a la que llamó volapük. Más tarde, Schleyer dijo que Dios mismo le guio en esta labor.
También fue editor de la revista de poesía católica Sionsharfe. En 1885, se retiró debido a problemas de salud, y en 1894 el papa León XIII le hizo prelado. Falleció en Constanza en 1912.
En 2001 se fundó el Comité Internacional para la beatificación del prelado Johann Martin Schleyer (1831-1912).